# Mamut de Sarrià
El mamut de Sarrià és com es coneix als ossos d'un mamut trobats a Pedralbes (Barcelona) en el mes d'abril de l'any 1922. La troballa es va realitzar de manera fortuïta mentre es construïa un pou en un finca de l'empresari Jaume Balet i Viñas a l'avinguda de Pearson, al barri barceloní de Pedralbes.
El mamut pertanyia al gènere Mammuthus i va viure durant el Plistocè inferior (Bihariense). Es van trobar una mandíbula complerta, dos húmers, dos fèmurs, una tíbia i alguns fragments vertebrals. Les peces van ser decides pel seu propietari al Museu de Geologia de Barcelona en el mes d'octubre del mateix any, i el museu va construir una vitrina especial per allotjar-lo, on es va començar a exposar l'any 1923. Es tractava de l'exemplar de Mammuthus meridionalis més complet trobat fins a aquesta data a Catalunya.